# فيليب باولي
فيليب باولي (من مواليد 3 يناير 1995) هو لاعب كرة قدم لبناني سابق، لعب موسم 2012-2013 مع الراسينغ بيروت، ثم انتقل باولي إلى «ليون بي» الفرنسي في 2013، ثم انتقل إلى ألمانيا في العام التالي، حيث لعب مع كولن II، وفي 2014 انتقل إلى بلجيكا حيث لعب مع لوميل يونايتد، قبل الانتقال إلى Oosterwijk على سبيل الإعارة في 2016، حيث أنهى حياته المهنية البالغة من العمر 22 عامًا، لعب باولي أيضاً مع المنتخب الوطني اللبناني.

## مسيرته في الأندية
تخرج باولي من أكاديمية أتلتيكوومقرها ضبية، كما مارس ألعاب القوى وفاز بالعديد من الألقاب الوطنية في فئة الشباب.
انضم إلى فريق أولمبيك ليون بي في صيف 2012 قبل أن ينتقل إلى كولن II في 2014،  في صيف عام 2015 انتقل إلى Lommel United في دوري الدرجة الأولى البلجيكي B. في 2016 انتقل إلى أوسترويك على سبيل الإعارة، حيث أنهى حياته المهنية في نفس العام.

## مسيرته الدولية
في سن السابعة عشر استدعى ثيو بوكر مدرب المنتخب اللبناني باولي خلال مباراة ودية ضد أستراليا في السادس من سبتمبر 2012 والتي شارك فيها كبديل في الدقيقة 59،  وكان كابتن الفريق المنتخب اللبناني لأقل من 20 عامًا خلال التصفيات المؤهلة لبطولة آسيا تحت 19 عام 2016 التي أقيمت في عُمان في 2015.

## الحياة الشخصية
درس باولي في الكلية الدولية في بيروت قبل أن ينتقل إلى المدرسة الكبرى الفرنسية اللبنانية حيث أنهى دراسته الثانوية، وحصل على شهادة البكالوريا الفرنسية بامتياز عال.
في 2017 بعد تقاعده من كرة القدم الاحترافية بعد 22 عامًا، قرر باولي الدراسة في كلية الملك في لندن لمتابعة دراسته في إدارة الأعمال والإدارة.
لدى باولي أخت وحيدة وهي لاعبة التايكوندو أندريا باولي التي شاركت في أولمبياد 2012.

## التكريمات والإنجازات

### فردي
جوائز
- أفضل لاعب شاب في لبنان: 2012-13 [8]

## وصلات خارجية
- فيليب باولي على موقع قاعدة بيانات كرة القدم.إي يو (الإنجليزية)
- فيليب باولي على موقع ناشيونال فوتبول تيمز (الإنجليزية)
- فيليب باولي على موقع Soccerway.com (الإنجليزية)
- فيليب باولي على موقع GSA (الإنجليزية)
- فيليب باولي  على سكروي
- فيليب باولي